# PIGK
PIGK (англ. Phosphatidylinositol glycan anchor biosynthesis class K) – білок, який кодується однойменним геном, розташованим у людей на короткому плечі 1-ї хромосоми.  Довжина поліпептидного ланцюга білка становить 395 амінокислот, а молекулярна маса — 45 252.
| 10         |  | 20         |  | 30         |  | 40         |  | 50         |
| ---------- |  | ---------- |  | ---------- |  | ---------- |  | ---------- |
| MAVTDSLSRA |  | ATVLATVLLL |  | SFGSVAASHI |  | EDQAEQFFRS |  | GHTNNWAVLV |
| CTSRFWFNYR |  | HVANTLSVYR |  | SVKRLGIPDS |  | HIVLMLADDM |  | ACNPRNPKPA |
| TVFSHKNMEL |  | NVYGDDVEVD |  | YRSYEVTVEN |  | FLRVLTGRIP |  | PSTPRSKRLL |
| SDDRSNILIY |  | MTGHGGNGFL |  | KFQDSEEITN |  | IELADAFEQM |  | WQKRRYNELL |
| FIIDTCQGAS |  | MYERFYSPNI |  | MALASSQVGE |  | DSLSHQPDPA |  | IGVHLMDRYT |
| FYVLEFLEEI |  | NPASQTNMND |  | LFQVCPKSLC |  | VSTPGHRTDL |  | FQRDPKNVLI |
| TDFFGSVRKV |  | EITTETIKLQ |  | QDSEIMESSY |  | KEDQMDEKLM |  | EPLKYAEQLP |
| VAQIIHQKPK |  | LKDWHPPGGF |  | ILGLWALIIM |  | VFFKTYGIKH |  | MKFIF      |

A: Аланін

C: Цистеїн

D: Аспарагінова кислота

E: Глутамінова кислота

F: Фенілаланін

G: Гліцин

H: Гістидин

I: Ізолейцин

K: Лізин

L: Лейцин

M: Метіонін

N: Аспарагін

P: Пролін

Q: Глутамін

R: Аргінін

S: Серин

T: Треонін

V: Валін

W: Триптофан

Кодований геном білок за функціями належить до гідролаз, протеаз, тіолових протеаз. 
Задіяний у такому біологічному процесі як поліморфізм. 
Локалізований у мембрані, ендоплазматичному ретикулумі.